# کارل استال

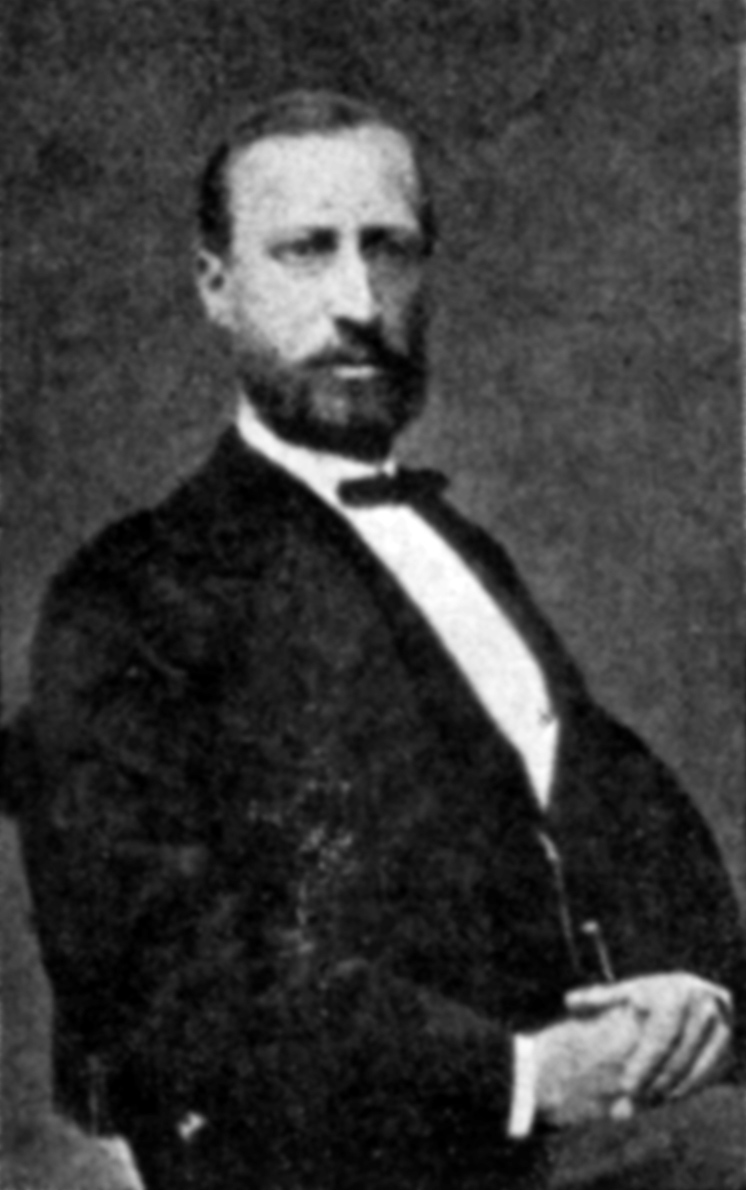

کارل استال (زاده ۱۸۳۳ و درگذشته ۱۸۷۸) حشره‌شناس اهل سوئد بود. وی در نیم‌بالان متخصص بود.